# Korczmin (gromada)
Korczmin (1954 – planowana lecz niezrealizowna nazwa: Krzewica) – dawna gromada, czyli najmniejsza jednostka podziału terytorialnego Polskiej Rzeczypospolitej Ludowej w latach 1954–1972.
Gromady, z gromadzkimi radami narodowymi (GRN) jako organami władzy najniższego stopnia na wsi, funkcjonowały od reformy reorganizującej administrację wiejską przeprowadzonej jesienią 1954 do momentu ich zniesienia z dniem 1 stycznia 1973, tym samym wypierając organizację gminną w latach 1954–1972.
Gromadę Korczmin z siedzibą GRN w Korczminie utworzono – jako jedną z 8759 gromad na obszarze Polski – w powiecie tomaszowskim w woj. lubelskim na mocy uchwały nr 16 WRN w Lublinie z dnia 5 października 1954. W skład jednostki weszły obszary dotychczasowych gromad Wasylów, Korczmin i Krzewica ze zniesionej gminy Ulhówek w tymże powiecie. Dla gromady (zapisanej jako "Krzewica" z siedzibą w Krzewicy) ustalono 9 członków gromadzkiej rady narodowej.
1 stycznia 1958 gromadę zniesiono, włączając jej obszar do gromady Ulhówek w tymże powiecie.